# Pende

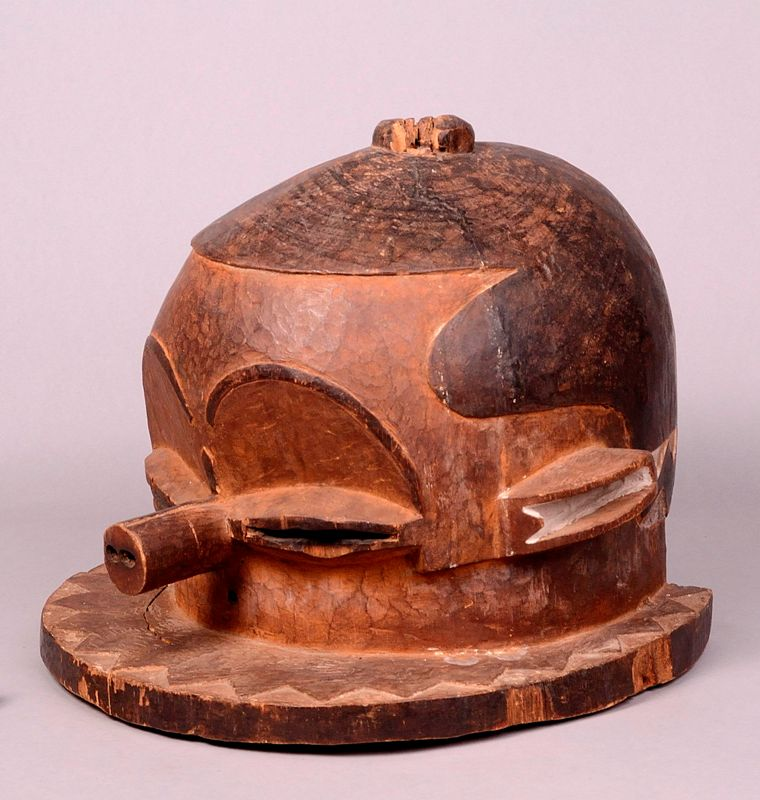
Maschera di etnia Pende (Repubblica Democratica del Congo) (collezione Passaré, Milano)

I Pende sono un gruppo etno-linguistico di piccole proporzioni (circa 250.000 persone) della Repubblica Democratica del Congo sudoccidentale. La loro lingua appartiene al gruppo delle lingue bantu centrali. Sono etnicamente e culturalmente affini agli Yaka e ai Suku, che abitano nelle regioni confinanti.

## Storia
Come gli Yake e i Suku, i Pende sono originari della fascia compresa fra l'Oceano Atlantico e il fiume Cuanza, in Angola. Si trasferirono in seguito all'espansione dei Lunda all'inizio del XVII secolo. Intorno al 1885 subirono le conseguenze di un nuovo movimento espansionistico, quello dei Chokwe.